# Night Train Tour

El Night Train Tour fue la cuarta gira de la banda británica Keane, lanzada para promocionar el lanzamiento del EP Night Train.
Inicio con un concierto en The Fridge en Brixton, Londres y le siguieron una serie de concierto a lleno total en los Bosques Ingleses. Fue seguido por shows en festivales en Europa y una mini-gira en América del Norte. Durante la parte norteamericana de la gira la banda tocó por primera vez la canción "Disconnected", segundo sencillo de su cuarto álbum de estudio, Strangeland, el cual sería lanzado luego de 2 años terminado la gira Night Train.

## Keane
- Tom Chaplin - vocalista principal, guitarra eléctrica, órgano, guitarra acústica, sintetizadores ("Your Love"), voces de fondo(“Your Love”)
- Tim Rice-Oxley - piano, sintetizadores, guitarra eléctrica (“Clear Skies”), vocalista principal (“Your Love”), voces de fondo
- Richard Hughes - batería, percusión, voces de fondo
- Jesse Quin - bajo, sintetizadores, percusión, voces de fondo

## Bandas de apertura
- K'Naan (Reino Unido)
- The Helio Sequence (Reino Unido, Irlanda)
- Everything Everything (Reino Unido)
- Pearl and the Puppets (Reino Unido)
- Fran Healy (EE. UU., Canadá)
- Ingrid Michaelson (EE. UU., Canadá)

## Fechas del Tour
| Fecha                | Ciudad          | País           | Lugar                             |
| -------------------- | --------------- | -------------- | --------------------------------- |
| Europa               |                 |                |                                   |
| 12 de mayo de 2010   | Londres         | Reino Unido    | The Fridge                        |
| 7 de junio de 2010   | Londres         | Reino Unido    | Lyric                             |
| 10 de junio de 2010  | Suffolk         | Reino Unido    | Thetford Forest                   |
| 12 de junio de 2010  | Kent            | Reino Unido    | Bedgebury Pinetum                 |
| 15 de junio de 2010  | Londres         | Reino Unido    | Roundhouse                        |
| 16 de junio de 2010  | Birmingham      | Reino Unido    | Academy                           |
| 18 de junio de 2010  | Gloucestershire | Reino Unido    | Westonbirt Arboretum              |
| 19 de junio de 2010  | Nottinghamshire | Reino Unido    | Sherwood Pines Forest             |
| 21 de junio de 2010  | Glasgow         | Reino Unido    | Barrowlands                       |
| 23 de junio de 2010  | Dublín          | Irlanda        | Olympia                           |
| 25 de junio de 2010  | North Yorkshire | Reino Unido    | Dalby Forest                      |
| 26 de junio de 2010  | Staffordshire   | Reino Unido    | Cannock Chase Forest              |
| 27 de junio de 2010  | Pilton          | Reino Unido    | Worthy Farm, Glastonbury Festival |
| 16 de julio de 2010  | Lisboa          | Portugal       | Super Bock, Super Rock Festival   |
| América del Norte    |                 |                |                                   |
| 20 de julio de 2010  | Oakland         | Estados Unidos | Fox Theatre                       |
| 21 de julio de 2010  | Los Ángeles     | Estados Unidos | Greek Theatre                     |
| 23 de julio de 2010  | Las Vegas       | Estados Unidos | House Of Blues                    |
| 25 de julio de 2010  | Houston         | Estados Unidos | Warehouse Live                    |
| 26 de julio de 2010  | Dallas          | Estados Unidos | House Of Blues                    |
| 28 de julio de 2010  | Chicago         | Estados Unidos | Chicago Theatre                   |
| 30 de julio de 2010  | Toronto         | Canadá         | Molson Canadian Amphitheatre      |
| 31 de julio de 2010  | Montreal        | Canadá         | Osheaga Festival Musique et Arts  |
| 3 de agosto de 2010  | Boston          | Estados Unidos | Bank Of America Pavilion          |
| 5 de agosto de 2010  | Baltimore       | Estados Unidos | Merriweather Post Pavilion        |
| 6 de agosto de 2010  | Brooklyn        | Estados Unidos | Waterfront                        |
| 7 de agosto de 2010  | Filadelfia      | Estados Unidos | Mann Center                       |
| 10 de agosto de 2010 | Milwaukee       | Estados Unidos | Riverside Theatre                 |
| 11 de agosto de 2010 | Minneapolis     | Estados Unidos | Ist Ave                           |
| 13 de agosto de 2010 | Boulder         | Estados Unidos | Fox Theater                       |
| 14 de agosto de 2010 | Denver          | Estados Unidos | Mile High Festival                |

- Datos: Q7033531